# Axminsterský koberec

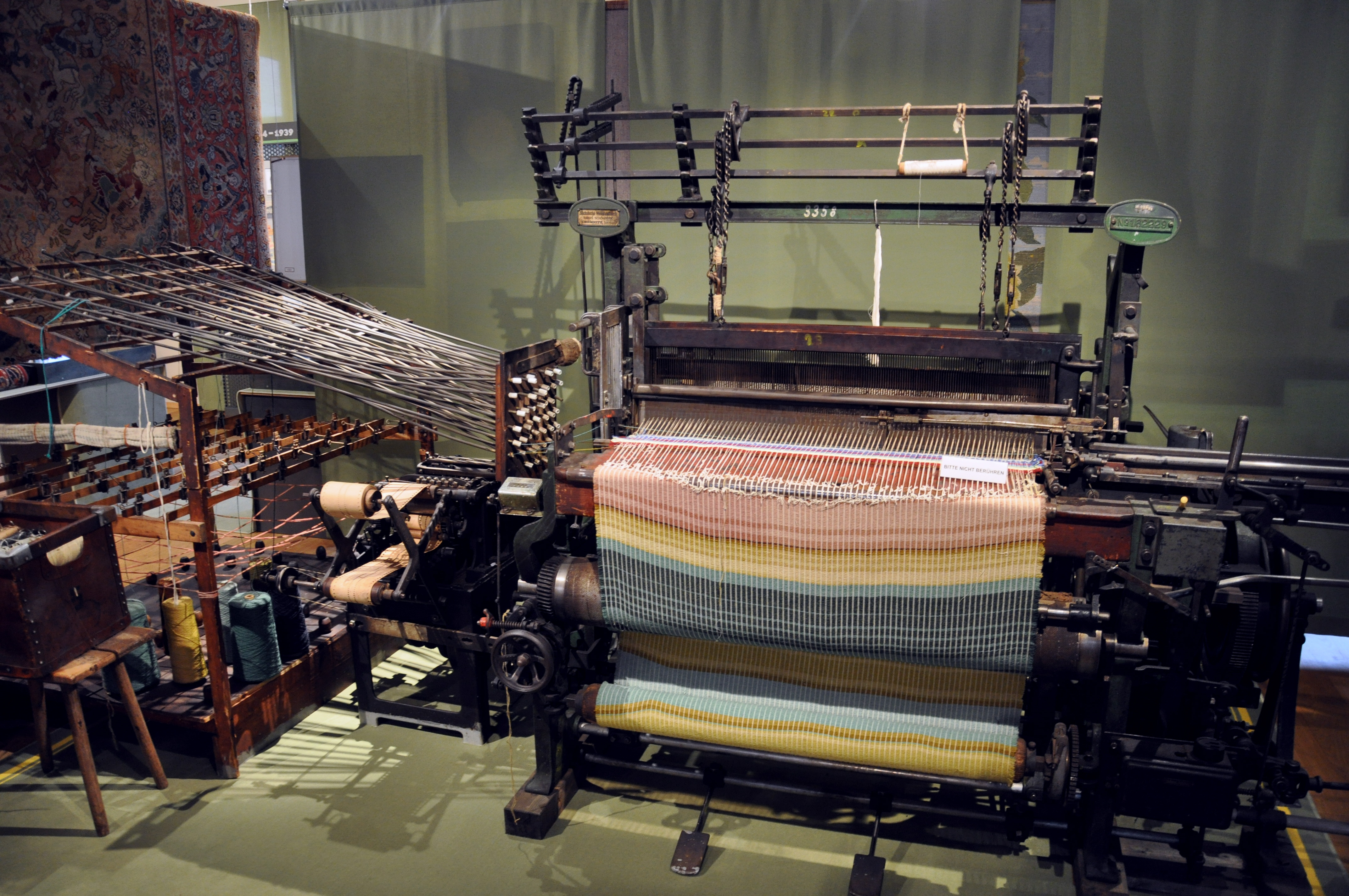
Stroj na tkaní předdíla (z 1. poloviny 20. století)

Axminsterský koberec je souhrnné označení pro tkaniny s mnohobarevným hrubým útkem, vyráběné jako imitace ručně vázaných orientálních koberců. Axminsterské výrobky se dají rozdělit na žinylkové, cívkové a skřipcové koberce.

## Historie axminsterských koberců

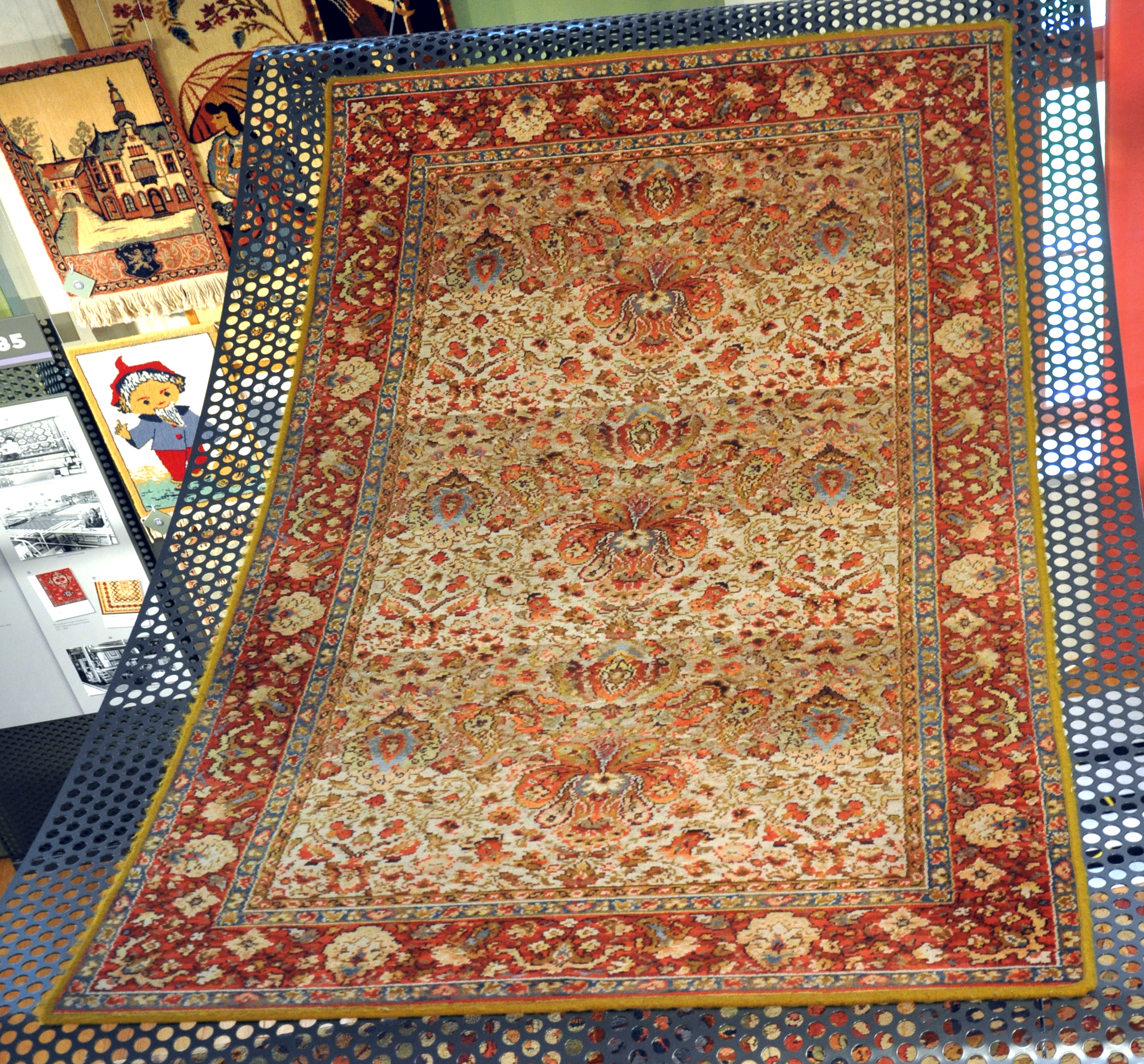
Vlněný žinylkový axminster z roku 1940

Z roku 464 před n. l. pochází dosud nejstarší ručně vázaný vlasový koberec (cca 350 000 uzlů /m²) nalezený v Altaji.
- 1685 začala výroba vlasových (prutových) koberců ve Wiltonu – předchůdce axminsterských výrobků
- 1755 byla založena továrna na vlasové koberce v Axminsteru
- 1839 začal Skot Paisley tkát žinylkové koberce.
- 1876 Američan Skinner přišel s tkacím strojem Royal Axminster
- 1878 Tomkinson a Adams vynalezli cívkový axminsterský stroj (Royal a cívkový stroj se někdy ztotožňují)
- V 90. letech 19. století vynalezl Greenwood skřipcový mechanizmus, použil ho na axminsterském stroji a později spojil s žakárovým ústrojím[1]
- V 70. letech 20. století se přestaly vyrábět žinylkové axminstry

Na začátku 21. století se část výroby přesunula do Číny, největší světový producent axminsterů sídlí však stále ještě v Anglii. Údaje o rozsahu výroby nejsou publikovány.

## Způsob výroby

### Žinylkový axminster
Koberec vzniká tak, že se do základní tkaniny zatkává kolmo k osnově žinylka označovaná jako předdílo. Předdílo je proužek z velmi řídké osnovy a z hrubého hustého útku, zpravidla z vlněných nití. Vyrábí se na speciálním skřipcovém stavu s útkovou záměnou až ve 24 barvách v plátnové nebo perlinkové vazbě. Takto vzniklá tkanina – žinylka - se pak jako plochý proužek nebo zakroucená s kruhovým průřezem „nasazuje“ s pomocí zvláštního hřebene na podkladovou tkaninu, se kterou se spojí tzv. přitkávací osnovou.
Výroba je poměrně nákladná, tkací stroj musí obsluhovat dva pracovníci. Axminstru s kulatou žinylkou se říkalo také vlněný peršan.

### Cívkový axminster
Několik desítek válcových cívek zavěšených na nekonečném pásu obíhá nad tkacím strojem, na jednotlivých cívkách je navinuta vlasová příze v počtu nití a v barvách potřebných pro jedno nasazení (jeden řádek) tkaniny. Niti z každé cívky se pak nasazují v patřičném řádku na podkladovou tkaninu, každá z nich se obepne shora a zdola po jednom vazebním útku a zastřihne tak, že se nad každým spojem vytvoří dva chomáčky vláken.

### Skřipcový axminster
je výrobek, u kterého se podobně jako u ručně vázaných koberců každá vlasová nit vtahuje speciálním skřipcem do podkladové tkaniny. Skřipec vytáhne ze zásobníku jednotlivé kolmo nastavitelné vlasové niti nastříhané na žádanou délku a přidržuje je tak dlouho nad základní tkaninou, až se sváže útkem k vazné osnově. Výběr barev a jednotlivých ústřižků nití je řízen žakárovým ústrojím. Tkanina se pak postřihuje, kartáčuje a paří.

## Vlastnosti
Vlasová příze v axminsterských kobercích je 2-3 x skaná, nejčastěji ze směsi 80/20 vlna/polyamid, délka vlasu bývá 5-12 mm, podkladová tkanina je většinou z polyesterové příp. jutové příze. Jako standardní se udává hustota 65 000-120 000 „uzlů“ (chomáčků) na m², v luxusním provedení do 150 000 (nejjemnější ručně vázané koberce mají až 450 000 uzlů/m²). Maximální šířka koberců dosahuje 4,5 m, vzorování až ve 12 barvách.
V USA se prodávaly v roce 2007 cívkové axminstery (v přepočtu) za 3,70 €/m² a (údajně) žinylkové koberce za 5,60.

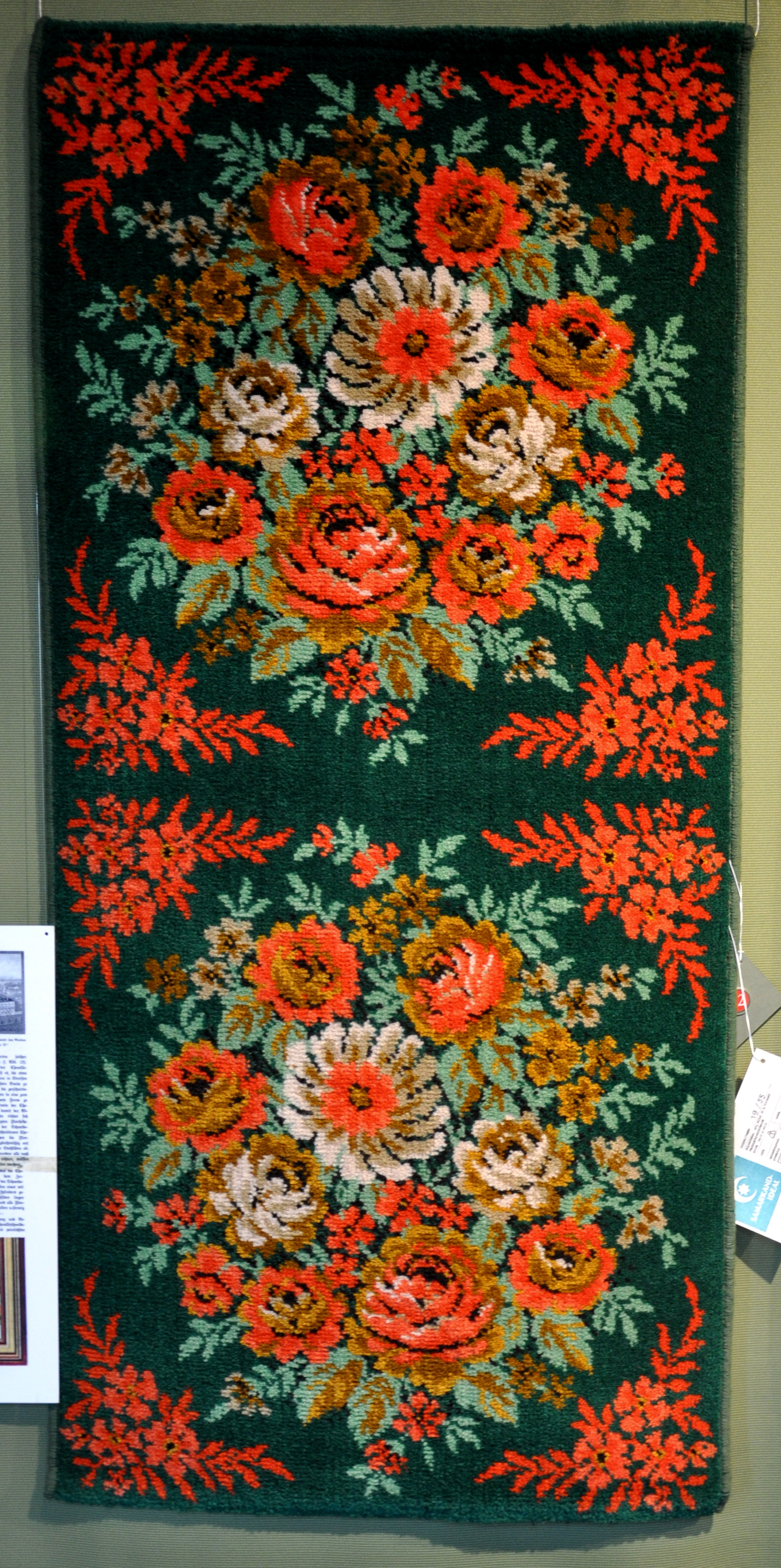
Sktřipcový axminster (NDR, 1970)

## Použití
Žinylkové koberce se zřejmě vyráběly jen do konce 60. let 20. století. Pokud se nabízejí na prodej, jedná se jen o sběratelské objekty.
Koberce z cívkových axminsterů, často vzorované v „anglickém stylu“, se používají např. jako podlahová krytina v anglických hostincích nebo i v bytech.
S koberci tkaných na skřipcových strojích s elektronickým žakárovým ústrojím se vybavují především hotely a veřejné prostory